# Mozarts Plads (metrostation)
Mozarts Plads is een ondergronds metrostation in de Deense hoofdstad Kopenhagen. Het ligt aan de Sydhavnslinje die op 22 juni 2024 met een ceremonie op dit station werd geopend door Koning Frederik.
København Syd  · Mozarts Plads · Sluseholmen · Enghave Brygge · Havneholmen · København H   · Rådhuspladsen · Gammel Strand · Kongens Nytorv · Marmorkirken · Østerport   · Nordhavn  · Orientkaj